# Alexa Demie
Alexa Demie (* 11. prosince 1990, Los Angeles, Kalifornie, USA) je americká herečka. Nejvíce je známá svou rolí Maddy Perez v seriálu společnosti HBO Eufórie.

## Mládí
Alexa se narodila v Los Angeles v Kalifornii. Vyrůstala v sousedství Atwater Village, kde byla vychována svou matkou Rose Mendez, make-up artistkou, jejíž rodina emigrovala do Los Angeles z Mexika, když byla ještě kojenec. Stejně jako matka a její tety, Rose otěhotněla velmi brzy. Demie tvrdí, že vyrůstala v prostředí, kde neměla příliš mnoho dobrých mužských vzorů a díky tomu nechová k mužům respekt. Vyrůstala v bytě nedaleko varny methamfetaminu a v okolí se pohybovalo mnoho drogově závislých. Naproti jejímu domu se nacházelo nahrávací studio skupiny Black Eyed Peas. Podle jejích slov se v jejich domácnosti během dětství odehrávalo mnoho hádek a fyzických napadení. Už jako teenager utekla z domu od rodiny, kterou nenáviděla. Na druhou stranu ale tvrdí, že její rodina drží při sobě a navzájem se velmi podporují. Od základní až po střední školu byla Alexa šikanována svými spolužáky a sama sebe v té době popisuje jako tichou a osamělou. V posledním ročníku střední školy se začala věnovat umění.
Na střední škole trávila svůj volný čas sbíráním slunečních brýlí, které nakupovala ve čtvrti Downtown v Los Angeles, což ji dovedlo k založení vlastní značky Mainframe, které začala prodávat na Melrose Avenue, kde pracoval její kamarád. Její značka se brzy stala populární a začali ji nosit hvězdy jako G-Dragon, Jennifer Lopez, Nicki Minaj a Amber Rose. Objevili se také v korejské verzi časopisu Vogue. Alexa brzy brýle přestala prodávat, jelikož nedostávala zaplaceno za design. Mimo jiné během studia na střední škole začala psát písně a navrhla jeden z kostýmů pro první videoklip Nicki Minaj. Alexa měla v plánu stát se módní návrhářkou, ale poté, co se dostala na uměleckou školu v New Yorku, se rozhodla své povolání změnit.

## Kariéra
Alexa se poprvé na obrazovce objevila ve videoklipu Azealia Banks v roce 2013 k písni ATM Jam. Poté, co se objevila v krátkém filmu svého kamaráda, získala v roce 2015 hlavní roli v The Godmother, životopisném filmu o kolumbijské drogové královně Griseldě Blanco. Její profesionální herecká kariéra začala v roce 2015 rolí v krátkém filmu Miles, díky které získala spoplupráci s agenturou, která ji zastupuje. Stala se hostující hvězdou v seriálech Ray Donovan a Love, objevila se také v druhé sérii televizního dramatu The OA v roli Ingrid, dvojjazyčné hráčky. V roce 2016 vydala svou písničku Girl Like Me a navazovala na single Turnin Tricks. V roce 2017 se objevila ve videoklipu JSMN k písni Slide a její první filmovou rolí se v témže stala Meredith v Brigsby Bear. V červenci roku 2018 režírovala videoklip k písni Talk is Cheap, rovněž od JMSN, spolu s Natalie Falt.
Alexa na sebe upozornila rolí Esmee, stydlivé skateboardistky, v seriálu Mid90s z roku 2018, napsaný a režírovaný Jonahem Hillem. Poté, co se jí nepodřilo získat roli filmu Augustina Frizzella Never Goin' Back, Frizzell jí oslovil s rolí do seriálu od společnosti HBO, Eufórie, který také režíroval. I když zrovna plánovala pauzu od herecké kariéry a chtěla se věnovat hudbě, byla nadšena scénářem a roli přijala. V roce 2019 začala v seriálu účinkovat jako Maddy Perez, sebevědomé, vtipné a populární teenagerky, která byla v násilném a nejistém vztahu s psychotickým hráčem fotbalu Natem Jacobsem. Kritiky byla Alexa nazvána vycházející hvězdou celého seriálu Eufórie.
V roce 2019 dostala roli Alixis, party holky, která otěhotněla se svým přítelem, problémovým středoškolským wrestlerem, kterého ztvárnil Kelvin Harrison Jr., ve filmu Wawes. Sledovala videa o spoluzávislosti a vycházela ze své vlastní zkušenosti s verbálně hrubým vztahem mezi ní a přítelem ze střední školy, který popsala jako „velmi bouřlivý“, jako základ pro filmový vztah. V roce 2020 se objevila také v komediálním dramatu Mainstream v jako členka divadelního kroužku Isabelle Roberts.
Po dohodě s fotografkou Petrou Collins vydaly společně v létě 2020 erotickou kolekci s názvem Fairy Tales, krátké erotické povídky s fotkami Alexy, která byla převlečená za různé mytické bytosti. V listopadu roku 2021 byly vydány vydavatelem Rizzoli.

## Osobní život
V roce 2019 si Demie legálně změnila jméno jeho zkrácením. 

## Filmografie

### Filmy
| Rok  | Název            | Role             | Poznámka         |
| ---- | ---------------- | ---------------- | ---------------- |
| 2015 | Miles            | Sara             | krátký film      |
| 2017 | Brigsby Bear     | Merideth         |                  |
| 2017 | To the Moon      | Virginia Dawson  | krátký film      |
| 2018 | Mid90s           | Estee            |                  |
| 2019 | Waves            | Alexis Lopez     |                  |
| 2020 | Mainstream       | Isabelle Roberts |                  |
| 2021 | Nineteen on Fire | Paisley          | celovečerní film |

### Televizní role
| Rok             | Název       | Role             | Poznámky                   |
| --------------- | ----------- | ---------------- | -------------------------- |
| 2016            | Ray Donovan | Shairee          | 3 epizody                  |
| 2018            | Love        | Marina           | 2 epizody                  |
| 2019            | The OA      | Ingrid           | Epizoda: "Treasure Island" |
| 2019–současnost | Eufórie     | Maddy Perez      | hlavní role, 16 epizod     |
| nadcházející    | Fables      | zatím neoznámeno | dabing                     |

### Videoklipy

#### Hostování
| Rok  | Název                   | Hudebník                | Režisér                           |
| ---- | ----------------------- | ----------------------- | --------------------------------- |
| 2013 | "ATM Jam"               | Azealia Banks, Pharrell | Rony Alwin                        |
| 2017 | "Slide"                 | JMSN                    | JMSN, Solomon Gross, Ian Randolph |
| 2017 | "Angelica"              | JMSN                    | Cameron McCool                    |
| 2020 | "Stargazing"            | The Neighbourhood       | Ramez Silyan                      |
| 2021 | "Love 2 U"              | JMSN                    | Alexa Demie                       |
| 2021 | "Act Like I'm Not Here" | JMSN                    | JMSN                              |

#### Jako režisérka
| Rok  | Název           | Hudebník | Režie                     |
| ---- | --------------- | -------- | ------------------------- |
| 2018 | "Talk Is Cheap" | JMSN     | Alexa Demie, Natalie Falt |
| 2021 | "Love 2 U"      | JMSN     | Alexa Demie               |